# Синкопа (музыка)

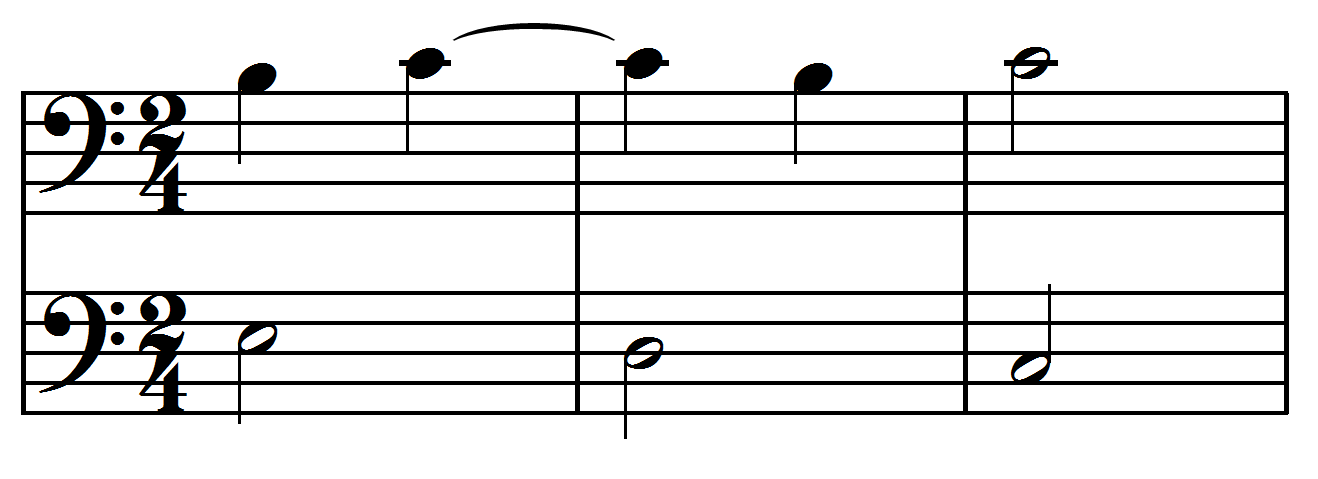
Пример междутактовой синкопы

Пример внутритактовой синкопы

Синко́па (синкопи́рование) (др.-греч. συγκοπή, лат. syncopa, sincopa, syncope, sincopatio, дословно — «обрубание»; лингв. сокращение, стяжение <слова>) в музыке — смещение акцента с сильной доли такта на слабую, вызывающее несовпадение ритмического акцента с метрическим. В тактовой метрической системе синкопа чаще всего располагается между двумя тактами (междутактовая или межтактовая) или внутри такта (внутритактовая).

## Исторический очерк
Первые описания синкопы относятся к периоду Ars nova — в анонимных трактатах школы Филиппа де Витри (инципит: Omni desideranti notitiam), школы Иоанна де Муриса («Libellus cantus mensurabilis»), в трактатах Иоанна Боэна. Речь идёт о разрыве счётной единицы мензуральной музыки — модуса, темпуса и пролации — и нотации такого разрыва с помощью точки (punctus perfectionis, punctus divisionis).
Описания синкопы, более близкие к современному её пониманию, распространились во второй половине XV в. Они находятся в трактатах Иоанна Тинкториса («Книга об искусстве контрапункта», «Музыкальные пропорции», «Книга альтераций», «Определитель музыкальных терминов») и в труде Гилельмо Монаха «Наставления в музыкальном искусстве» (De praeceptis artis musicae, ок.1480). Во всех случаях под синкопой там понимается ритмическая фигура как способ приготовления диссонанса, причём понятиями сильная и слабая доли (как и понятием такта) старинные учёные музыканты не оперируют (поскольку акцентная метрика ещё не сложилась). Определение синкопы вместе с её обширными нотными иллюстрациями даёт в середине XVI века Н. Вичентино (1555). Отдельные главы использованию синкопы посвящают Дж. Царлино («Основы гармоники» III.49, 1558) и З. Кальвизий («Мелопея», гл. 12, 1592; даны десять «правил» её применения). Все теоретики XVI века оперируют не сильной и слабой долями такта, а тезисом и арсисом (parte nella battuta и parte nel levare) тактуса. В латинских текстах для арсиса использовалось словосочетание elevatio tactus, для тезиса — depressio tactus. 
Классическое понимание синкопы, как ритмической фигуры в рамках такта, сложилось в XVII веке, один из первых примеров такого понимания — в трактате Рене Декарта «Музыкальный компендий» (1618).

## Краткая характеристика
Основной признак синкопы — несовпадение ритмической акцентуации с нормативной, то есть той, которая предписана тактовым метром. Такое несовпадение создаёт, по выражению М. Г. Харлапа, «ритмический диссонанс», который как правило, «разрешается» в момент совпадения обеих акцентуаций. В европейской многоголосной музыке на протяжении веков (позднее Средневековье, Ренессанс, барокко, венская классика, романтизм) синкопа использовалась в основном для приготовления и задержания диссонанса, с обязательным последующим разрешением его в консонанс (см. первый нотный пример). Таким образом, ритмическое событие (синкопа) в логике музыкальной композиции было синхронизировано с гармоническим. В XX веке и позже в музыке, сохраняющей опору на тактовую метрику, синкопа применяется в том числе и вне техники приготовления и задержания диссонанса, например, в джазе, в бразильской популярной музыке и других региональных и стилевых направлениях неакадемической музыки.

## Функции синкопы
Синкопа, в зависимости от музыкального контекста, может выполнять три функции: создание конфликта (обострение), смягчающая и связующая. Смягчающее синкопирование возникает в том случае, когда противоречие синкопы метрическому акценту маскируется. При маскирующем синкопировании ни один голос фактуры не обозначает сильную долю такта, что создаёт особый эффект скольжения мелодии сквозь метр.
Ещё одна функция синкопирования — связующая.
Можно выделить три типа связующего синкопирования.
1. Непрерывные группы синкоп
2. Оттягивание доли «влево»
3. Подчёркивание кульминации посредством синкоп[11]